# Gran Premio del Canada 2014
Il Gran Premio del Canada 2014 è stata la settima prova della stagione 2014 del campionato mondiale di Formula 1. La gara, disputatasi domenica 8 giugno 2014 sul circuito Gilles Villeneuve di Montréal, è stata vinta da Daniel Ricciardo su Red Bull Racing-Renault, al suo primo successo nel mondiale. Ricciardo ha preceduto sul traguardo Nico Rosberg su Mercedes e Sebastian Vettel, anch'egli su Red Bull Racing-Renault.

## Vigilia

### Sviluppi futuri
Bernie Ecclestone ha annunciato che dal 2015 il campionato farà tappa su un circuito cittadino disegnato sulle strade di Baku, capitale dell'Azerbaigian. Ecclestone ha invece negato che la Formula 1 possa tornare in Francia nel prossimo futuro.
Gene Haas, che ha ottenuto il via libera all'iscrizione al campionato mondiale per la sua scuderia, annuncia la volontà di posticipare al 2016 l'esordio nella massima formula.

### Aspetti tecnici
La Pirelli, fornitrice unica degli pneumatici, annuncia che per il Gran Premio porterà gomme di mescola supersoft e di mescola soft.
Sono confermate le due zone di attivazione del DRS (il lungo rettilineo dopo il tornante L'Epingle e il rettifilo d'arrivo), ma con un unico punto di determinazione del distacco fra piloti, posto poco prima del tornante stesso. Il circuito ha subito dei piccoli cambiamenti per garantire una maggiore sicurezza: la ghiaia, posta all'esterno delle curve 10 e 13, è stata sostituita con dell'asfalto; inoltre sono stati aggiunti nuovi guardrail per fare sì che nessuno spazio esterno alla pista in quel punto sia superiore ai due metri.

### Aspetti sportivi
La FIA nomina Derek Daly quale commissario aggiunto per il Gran Premio. L'irlandese ha già svolto questa funzione nel Gran Premio d'Italia 2012.
Kimi Räikkönen disputa il suo duecentesimo Gran Premio di Formula 1. Il finlandese, che non è partito nel Gran Premio degli Stati Uniti d'America 2005 in cui, pur qualificato, si ritirò dopo il giro di formazione, esordì nel Gran Premio d'Australia 2001 con la Sauber; ha ottenuto 20 vittorie, 16 pole position, 40 giri veloci, 77 podi e il titolo mondiale piloti del 2007 con la Ferrari.
Il pilota collaudatore della Caterham Alexander Rossi ha preso il posto di Kamui Kobayashi nel corso delle prime prove libere del Gran Premio.

## Prove

### Resoconto
Nella prima sessione di prove il più rapido è Fernando Alonso su Ferrari: lo spagnolo ha preceduto le due Mercedes e Sebastian Vettel. L'altro pilota della Ferrari, Kimi Räikkönen ha dovuto interrompere le prove in anticipo per un problema tecnico.
La seconda sessione del venerdì rivede nuovamente in vetta una Mercedes: Lewis Hamilton precede il compagno di scuderia Nico Rosberg. Vettel chiude al terzo posto, sfruttando negli ultimi minuti una pista più gommata, precedendo le due Ferrari. Le gomme soft sembrano migliori sul passo di gara, mentre quelle supersoft danno una migliore performance sul giro secco.
Lewis Hamilton si conferma il più rapido anche nella sessione di prove libere del sabato. Dietro al britannico s'inserisce Felipe Massa della Williams, che sembra godere di una vettura con un ottimo passo di gara. Le due Mercedes sono però state disturbate dal traffico al momento dell'utilizzo delle gomme più morbide. Esteban Gutiérrez della Sauber è finito contro le barriere della curva 8 senza riportare conseguenze fisiche.

### Risultati
Nella prima sessione del venerdì si è avuta questa situazione:
| Pos | Nº | Pilota          | Costruttore | Tempo    | Gap    | Giri |
| --- | -- | --------------- | ----------- | -------- | ------ | ---- |
| 1   | 14 | Fernando Alonso | Ferrari     | 1'17"238 |        | 21   |
| 2   | 44 | Lewis Hamilton  | Mercedes    | 1'17"254 | +0"016 | 25   |
| 3   | 6  | Nico Rosberg    | Mercedes    | 1'17"384 | +0"146 | 32   |

Nella seconda sessione del venerdì si è avuta questa situazione:
| Pos | Nº | Pilota           | Costruttore             | Tempo    | Gap    | Giri |
| --- | -- | ---------------- | ----------------------- | -------- | ------ | ---- |
| 1   | 44 | Lewis Hamilton   | Mercedes                | 1'16"118 |        | 42   |
| 2   | 6  | Nico Rosberg     | Mercedes                | 1'16"293 | +0"175 | 39   |
| 3   | 1  | Sebastian Vettel | Red Bull Racing-Renault | 1'16"573 | +0"455 | 26   |

Nella sessione del sabato mattina si è avuta questa situazione:
| Pos | Nº | Pilota         | Costruttore       | Tempo    | Gap    | Giri |
| --- | -- | -------------- | ----------------- | -------- | ------ | ---- |
| 1   | 44 | Lewis Hamilton | Mercedes          | 1'15"610 |        | 18   |
| 2   | 19 | Felipe Massa   | Williams-Mercedes | 1'16"086 | +0"476 | 16   |
| 3   | 6  | Nico Rosberg   | Mercedes          | 1'16"120 | +0"510 | 20   |

## Qualifiche

### Resoconto
Esteban Gutiérrez, a causa dell'incidente patito nell'ultima sessione di prove libere non può prendere parte alle qualifiche. Nella prima fase anche Pastor Maldonado soffre per dei problemi tecnici alla sua vettura ed è così eliminato, assieme ai piloti di Marussia e Caterham. Il miglior tempo è per Lewis Hamilton che precede Kevin Magnussen e Nico Rosberg.
Magnussen non riesce a ripetersi nella Q2, tanto da venir eliminato. Viene eliminato anche Nico Hülkenberg, che viene preceduto all'ultimo tentativo da Jean-Éric Vergne. Non accedono nella fase decisiva nemmeno Sergio Pérez, Romain Grosjean, Daniil Kvjat e Adrian Sutil. Anche in questa seconda fase il più rapido si conferma Hamilton.
Nella fase decisiva si porta in testa, dopo i primi tentativi, Nico Rosberg: nella parte finale della Q3 nessun altro pilota riesce a migliorarne il tempo, che viene battuto solo dallo stesso Rosberg. Per il pilota tedesco è la settima pole position della carriera, mentre per la Mercedes è la settima partenza al palo consecutiva, unica scuderia a ottenere questo risultato nel corso della stagione. Hamilton completa la prima fila, mentre la seconda è occupata da Sebastian Vettel e Valtteri Bottas.
Al termine delle qualifiche Maldonado subisce una reprimenda dai commissari per non aver riattaccato il volante alla vettura dopo aver parcheggiato la monoposto a bordo pista nel corso della Q1. Kamui Kobayashi è retrocesso di cinque posizioni in griglia per aver sostituito il cambio sulla sua monoposto.

### Risultati
Nella sessione di qualifica si è avuta questa situazione:
| Pos                         | Nº | Pilota            | Costruttore             | Q1          | Q2       | Q3       | Griglia |
| --------------------------- | -- | ----------------- | ----------------------- | ----------- | -------- | -------- | ------- |
| 1                           | 6  | Nico Rosberg      | Mercedes                | 1'16"471    | 1'15"289 | 1'14"874 | 1       |
| 2                           | 44 | Lewis Hamilton    | Mercedes                | 1'15"750    | 1'15"054 | 1'14"953 | 2       |
| 3                           | 1  | Sebastian Vettel  | Red Bull Racing-Renault | 1'17"470    | 1'16"109 | 1'15"548 | 3       |
| 4                           | 77 | Valtteri Bottas   | Williams-Mercedes       | 1'16"772    | 1'15"806 | 1'15"550 | 4       |
| 5                           | 19 | Felipe Massa      | Williams-Mercedes       | 1'16"666    | 1'15"773 | 1'15"578 | 5       |
| 6                           | 3  | Daniel Ricciardo  | Red Bull Racing-Renault | 1'17"113    | 1'15"897 | 1'15"589 | 6       |
| 7                           | 14 | Fernando Alonso   | Ferrari                 | 1'17"010    | 1'16"131 | 1'15"814 | 7       |
| 8                           | 25 | Jean-Éric Vergne  | STR-Renault             | 1'17"178    | 1'16"255 | 1'16"162 | 8       |
| 9                           | 22 | Jenson Button     | McLaren-Mercedes        | 1'16"631    | 1'16"214 | 1'16"182 | 9       |
| 10                          | 7  | Kimi Räikkönen    | Ferrari                 | 1'17"013    | 1'16"245 | 1'16"214 | 10      |
| 11                          | 27 | Nico Hülkenberg   | Force India-Mercedes    | 1'16"897    | 1'16"300 | N.D.     | 11      |
| 12                          | 20 | Kevin Magnussen   | McLaren-Mercedes        | 1'16"446    | 1'16"310 | N.D.     | 12      |
| 13                          | 11 | Sergio Pérez      | Force India-Mercedes    | 1'18"235    | 1'16"472 | N.D.     | 13      |
| 14                          | 8  | Romain Grosjean   | Lotus-Renault           | 1'17"732    | 1'16"687 | N.D.     | 14      |
| 15                          | 26 | Daniil Kvjat      | STR-Renault             | 1'16"938    | 1'16"713 | N.D.     | 15      |
| 16                          | 99 | Adrian Sutil      | Sauber-Ferrari          | 1'17"519    | 1'17"314 | N.D.     | 16      |
| 17                          | 13 | Pastor Maldonado  | Lotus-Renault           | 1'18"328    | N.D.     | N.D.     | 17      |
| 18                          | 4  | Max Chilton       | Marussia-Ferrari        | 1'18"348    | N.D.     | N.D.     | 18      |
| 19                          | 17 | Jules Bianchi     | Marussia-Ferrari        | 1'18"359    | N.D.     | N.D.     | 19      |
| 20                          | 10 | Kamui Kobayashi   | Caterham-Renault        | 1'19"278    | N.D.     | N.D.     | 21      |
| 21                          | 9  | Marcus Ericsson   | Caterham-Renault        | 1'19"820    | N.D.     | N.D.     | 20      |
| 22                          | 21 | Esteban Gutiérrez | Sauber-Ferrari          | senza tempo | N.D.     | N.D.     | 22      |
| Tempo limite 107%: 1'21"052 |    |                   |                         |             |          |          |         |

In grassetto sono indicate le migliori prestazioni in Q1, Q2 e Q3.

## Gara

### Resoconto
Alla partenza Nico Rosberg resiste all'attacco di Lewis Hamilton, che a sua volta viene passato da Sebastian Vettel. Dietro si portano le due Williams, Daniel Ricciardo, Jean-Éric Vergne e Fernando Alonso. Alla prima variante c'è un contatto tra le due Marussia, con la vettura di Max Chilton che colpisce quella di Jules Bianchi: entrambi sono costretti al ritiro. Per Chilton è il primo ritiro in carriera, dopo 25 Gran Premi portati a termine, che rappresenta la striscia più lunga di sempre per un esordiente.
La gara viene neutralizzata per sette giri dall'entrata in pista della safety car. La classifica resta invariata, nelle posizioni di vertice, fino al giro 10 quando Hamilton passa Vettel per il secondo posto. Dietro Ricciardo non riesce a passare le due Williams e decide di anticipare al giro 13 il cambio gomme. Nei giri seguenti molti dei piloti delle prime posizioni optano per il cambio degli pneumatici. Al giro 16 va al cambio gomme anche Alonso, che recupera due posizioni rientrando davanti a Vergne. Il francese è davanti a Massa, penalizzato nel cambio gomme da un piccolo inconveniente. Il brasiliano ricostruisce la propria gara, passando la Toro Rosso e il suo ex compagno nel breve volgere di qualche tornata.
Al diciottesimo giro cambia gli pneumatici Lewis Hamilton, seguito un giro dopo da Rosberg. I due piloti si avvicinano tanto che il britannico può usare l'ala mobile per attaccare il tedesco che si difende anche tagliando l'ultima chicane al giro 25: tale comportamento non viene penalizzato dai commissari. La classifica vede, dietro al duo della Mercedes, le due Force India, di Sergio Pérez e Nico Hülkenberg, che non hanno effettuato soste, seguite da Vettel, Bottas, Ricciardo, Alonso e Massa. Al venticinquesimo giro Felipe Massa passa Alonso. Pérez fa il suo cambio gomme solo al giro 34.
Già al giro 35 Valtteri Bottas effettua il secondo cambio delle coperture, seguito nei giri successivi anche da Ricciardo e Vettel; a beneficiarne è l’australiano che riesce a passare gli altri due. Le due Mercedes, nel frattempo, accusano un calo della potenza che fa perdere loro fino a due secondi e mezzo al giro rispetto al tempo degli inseguitori. Al quarantunesimo giro finalmente viene la volta di Hülkenberg che va al suo pit stop e rientra alla spalle delle due RedBull.
Tre giri dopo è il turno di Nico Rosberg, che effettua il secondo cambio gomme. Il giro dopo tocca a Hamilton che rientra in pista davanti al tedesco, ma alle spalle di Massa, ora leader. Il britannico però finisce lungo al tornante e consente a Rosberg di ripassarlo; poco dopo, all'ultima variante, il tentativo ulteriore di Hamilton viene frustrato da un altro lungo, col britannico che lascia la posizione a Rosberg. La gara di Lewis Hamilton s'interrompe poco dopo per la chiara avaria all'impianto dei freni. Massa va ai box al giro 49, lasciando di nuovo la vetta a Rosberg. Dopo questi eventi scala in seconda posizione Pérez, seguito dalle due Red Bull, poi Hülkenberg, le due Williams e Alonso. I primi otto sono racchiusi in dieci secondi e, dopo tante gare uccise dalla supremazia Mercedes, si profila finalmente un finale al cardiopalma. Al 57º giro Bottas prova a passare Hulkenberg al tornantino, arriva lungo e deve lasciare strada a Massa che infila subito dopo anche il tedesco. Bottas, in crisi, cede rapidamente anche ad Alonso e al rimontante Jenson Button. Negli ultimi giri, l’inglese passerà anche Alonso ed Hulkenberg. Felipe Massa, invece, a suon di giri veloci, divora i secondi di distacco, unendosi al quartetto di testa.
Al giro 65 Ricciardo ha la meglio su Sergio Pérez, e tre giri dopo l'australiano passa anche Rosberg, ponendosi al comando della gara, per la prima volta in carriera. Al penultimo giro Vettel attacca Pérez, passandolo alla chicane prima del traguardo; cerca di approfittarne anche Massa che però colpisce la ruota posteriore sinistra della Force India: le due vetture sbattono violentemente contro le protezioni. La gara termina in regime di safety car, con Daniel Ricciardo che s'impone per la prima volta nel mondiale di F1, precedendo Nico Rosberg e Sebastian Vettel. L'australiano è il centocinquesimo pilota nella storia a vincere una gara, al suo cinquantasettesimo Gran Premio. Felipe Massa conquista il suo 15º ed ultimo giro veloce in carriera, il primo dal Gran Premio d'Ungheria 2011. La Williams, invece, non otteneva questo risultato dal Gran Premio del Belgio 2012.

### Risultati
I risultati del Gran Premio sono i seguenti:
| Pos | Nº | Pilota            | Costruttore             | Giri | Tempo/Ritiro             | Griglia | Punti |
| --- | -- | ----------------- | ----------------------- | ---- | ------------------------ | ------- | ----- |
| 1   | 3  | Daniel Ricciardo  | Red Bull Racing-Renault | 70   | 1h39'12"830              | 6       | 25    |
| 2   | 6  | Nico Rosberg      | Mercedes                | 70   | +4"236                   | 1       | 18    |
| 3   | 1  | Sebastian Vettel  | Red Bull Racing-Renault | 70   | +5"247                   | 3       | 15    |
| 4   | 22 | Jenson Button     | McLaren-Mercedes        | 70   | +11"755                  | 9       | 12    |
| 5   | 27 | Nico Hülkenberg   | Force India-Mercedes    | 70   | +12"843                  | 11      | 10    |
| 6   | 14 | Fernando Alonso   | Ferrari                 | 70   | +14"869                  | 7       | 8     |
| 7   | 77 | Valtteri Bottas   | Williams-Mercedes       | 70   | +23"578                  | 4       | 6     |
| 8   | 25 | Jean-Éric Vergne  | STR-Renault             | 70   | +28"026                  | 8       | 4     |
| 9   | 20 | Kevin Magnussen   | McLaren-Mercedes        | 70   | +29"254                  | 12      | 2     |
| 10  | 7  | Kimi Räikkönen    | Ferrari                 | 70   | +53"678                  | 10      | 1     |
| 11  | 11 | Sergio Pérez      | Force India-Mercedes    | 69   | Collisione con F.Massa   | 13      |       |
| 12  | 19 | Felipe Massa      | Williams-Mercedes       | 69   | Collisione con S.Pérez   | 5       |       |
| 13  | 99 | Adrian Sutil      | Sauber-Ferrari          | 69   | +1 giro                  | 16      |       |
| 14  | 21 | Esteban Gutiérrez | Sauber-Ferrari          | 64   | ERS                      | 22      |       |
| Rit | 8  | Romain Grosjean   | Lotus-Renault           | 59   | Alettone posteriore      | 14      |       |
| Rit | 26 | Daniil Kvjat      | STR-Renault             | 47   | Trasmissione             | 15      |       |
| Rit | 44 | Lewis Hamilton    | Mercedes                | 47   | Freni                    | 2       |       |
| Rit | 10 | Kamui Kobayashi   | Caterham-Renault        | 23   | Sospensione              | 21      |       |
| Rit | 13 | Pastor Maldonado  | Lotus-Renault           | 21   | Power unit               | 17      |       |
| Rit | 9  | Marcus Ericsson   | Caterham-Renault        | 7    | Turbo                    | 20      |       |
| Rit | 4  | Max Chilton       | Marussia-Ferrari        | 0    | Collisione con J.Bianchi | 18      |       |
| Rit | 17 | Jules Bianchi     | Marussia-Ferrari        | 0    | Collisione con M.Chilton | 19      |       |

## Classifiche mondiali

### Piloti
| Pos | Pilota           | Punti |
| --- | ---------------- | ----- |
| 1   | Nico Rosberg     | 140   |
| 2   | Lewis Hamilton   | 118   |
| 3   | Daniel Ricciardo | 79    |
| 4   | Fernando Alonso  | 69    |
| 5   | Sebastian Vettel | 60    |
| 6   | Nico Hülkenberg  | 57    |
| 7   | Jenson Button    | 43    |
| 8   | Valtteri Bottas  | 40    |
| 9   | Kevin Magnussen  | 23    |
| 10  | Sergio Pérez     | 20    |
| 11  | Felipe Massa     | 18    |
| 12  | Kimi Räikkönen   | 18    |
| 13  | Romain Grosjean  | 8     |
| 14  | Jean-Éric Vergne | 8     |
| 15  | Daniil Kvjat     | 4     |
| 16  | Jules Bianchi    | 2     |

### Costruttori
| Pos | Costruttore             | Punti |
| --- | ----------------------- | ----- |
| 1   | Mercedes                | 258   |
| 2   | Red Bull Racing-Renault | 139   |
| 3   | Ferrari                 | 87    |
| 4   | Force India-Mercedes    | 77    |
| 5   | McLaren-Mercedes        | 66    |
| 6   | Williams-Mercedes       | 58    |
| 7   | STR-Renault             | 12    |
| 8   | Lotus-Renault           | 8     |
| 9   | Marussia-Ferrari        | 2     |

## Decisioni della FIA
Al termine della gara, Max Chilton viene penalizzato di tre posizioni sulla griglia di partenza del prossimo Gran Premio per aver innescato l'incidente al primo giro che ha coinvolto anche la Marussia del suo compagno di squadra, Jules Bianchi.
Sergio Pérez, riconosciuto colpevole per il contatto con Felipe Massa nella fasi finali della gara, sarà invece arretrato di cinque posizioni.